# Азовска крепост
Азовската крепост е фортификационно укрепление в историческия център на Азов, на левия бряг на един от ръкавите на делтата на Дон, близо до вливането в нея на река Азовка.
Крепостта е основана от турците през 1475 г. след завладяването на град Тана. Новата крепост, наречена Азак, става северно пристанище на Османската империя. В периода от 1637 до 1642 г. крепостта се намира под контрола на донските и запорожките казаци, а след това отново преминава в ръцете на турците. През 1695 и 1696 г. Петър I предприема военни кампании срещу Азов. В резултат на това гарнизонът на крепостта се предава, а в края на руско-турската война (1686 – 1700) е сключен Константинополският мирен договор, който осигурява руското право на владение над Азов.
В средата на XVIII век крепостта е разрушена. Единствените укрепления, останали от нея, са Алексеевската порта и фрагмент от прилежащия към нея вал с ширина до 30 метра и височина до 15 метра.

## История

### Под контрола на Турция
До втората половина на 15 век,на мястото на Азовската крепост се намира генуезкия и венециански град Тана. През 1471 г.той е превзет от Османската империя, която основава там мощната крепост Азак. Посторени са високи каменни стени с 11 кули, обграждащи хълма. Предмостията са прикрити от ровове и земни валове. Крепостта има четирихиляден гарнизон пехотинци, с повече от 200 оръдия.

### Азовската „седянка“
През юни 1637 г., донски и запорожки казашки войски овладяват крепостта с щурм. За охраната на Азов от страна на степите е създадена конна стража от около 400 души. През 1641 г. турската армия се опитва да си възвърне Азовската крепост. Под ръководството на Хюсеин паша тя обсажда Азов и предмостията му. Османските войски атакуват два пъти, но понасят тежки загуби и са отблъснати. Казаците прокопават тунели под позициите на врага и след това ги вдигат във въздуха, при което загиват до няколкостотин еничари. 
От края на юни по крепостта се води непрекъснат артилерийски огън от тежки оръдия. На много места стените изцяло са сринати. От 11 кули оцеляват само три. След силния артилерийски обстрел турците започват мощна атака срещу крепостта. Ударът на имащите числено превъзходство войски е труден за отблъскване и казаците напускат едно от предмостията, премествайки се към по-старите, средновековни укрепления. Ежедневно османски войски изразходват от 700 до 1000 снаряда.
До 26 септември обаче, поради трудности с доставките и провизиите, турската армия е загубила за три месеца, по различни оценки, между 25 и 70 хиляди души, и снема обсадата на града.
Казаците предлагат на цар Михаил Фьодорович да вземе Азов под своя власт, да възстанови крепостта и да сложи гарнизон, но тъй като това неизбежно би довело до нова руско-турска война, за която русите не са готови, Земският събор отказва. В резултат на това, през лятото на 1642 г., останали без храна и продоволствие, казаците напускат разрушената крепост, без да чакат нова атака от страна на турците.

### Под контрола на Русия
През 1695 г. Петър I предприема военен поход срещу Азовската крепост на транспортни съдове по Волга и Дон. На 5 август пехотните полкове под командването на Франц Лефорт, с подкрепата на 2500 казаци, правят първи опит да нападнат крепостта, който не е увенчан с успех, макар че са овладени отдалечените стражеви кули. От руска страна са убити и ранени 1500 души.  На 25 септември започва втората атака на крепостта. Фьодор Апраксин, с Преображенския и Семьоновския полк и 1000 донски казаци, превзема част от укрепленията и пробива в града, но турците успяват да се прегрупират, и Апраксин, който не е подкрепен от други полкове, е принуден да отстъпи. На 2 октомври обсадата е снета. 
Година по-късно е организиран трети поход към Азов. На 16 юли 1696 г. приключва подготвителната обсадна работа, а на 17 юли 1500 донски и части на запорожките казаци самоволно атакуват крепостта и превземат два бастиона. На 19 юли, след дълъг артилерийски обстрел, азовският гарнизон се предава. Официално крепостта е предадена на Русия по силата на Константинополския договор, сключен през 1700 година.
По време на Прутския поход от 1711 г. руската армия е притисната към прутския бряг от турската войска и кавалерията на кримските татари. Безнадеждната ситуация принуждава Петър I да сключи мирен договор, според който Азов и крайбрежието на Азовско море са отстъпени на Турция.
По време на руско-турската война от 1735 – 1739 г. донска армия от 28 хиляди души, водена от фелдмаршал Ласи, обсажда крепостта през 1736 година. Изпълнявайки плана за кампанията, граф Ласи решава да подготви нападение от две страни. На 27 май турците извършват голям рейд, за да попречат на обсадните работи. Отряд с численост повече от 2000 души напада левия фланг на обсаждащата армия. Фелдмаршал Ласи, който пристига на мястото с 500 гренадири и сто драгуни, лично атакува врага, което принуждава турците бързо да се оттеглят.  На 11 юни руската армия открива огън по укрепленията от всички оръдия. Стрелбата не спира до края на обсадата.  Обсадените също отговарят с артилерийски огън. Турците успяват и да поддържат връзка със степите. Така на 28 май в крепостта през обсадните линии проникват на помощ 100 татари. На 15 юни турците правят още два рейда, но те също са отблъснати. На 19 юни в града избухва барутен погреб. Експлозията унищожава 5 джамии, 100 къщи и убива около 300 души .
През нощта на 28 юни фелдмаршал Ласи заповядва нападение. Атакуващата колона се състои от 300 гренадири и 700 мускетари на полковник Ломан. Турците оказват упорита съпротива и взривяват две мини, но са принудени да се оттеглят. По време на нападението руснаците губят седем души, 38 ранени и изчезнали.  След нощната атака азовският паша Мустафа Ага предлага да предаде града. Според Белградския мир от 1739 г. Азов е предаден на Русия.
За последен път градът се превръща във военна крепост в средата на XIX век, по време на Кримската война. Старата крепост по това време е била почти унищожена. В Азов са доставени храни и дрехи, оборудвани са артилерийски батарии и извършени фортификационни работи. 

## Описание
Останките от Азовската крепост са подложени на задълбочено проучване по време на археологически разкопки, извършени през 1935 г. от Ростовското регионално бюро за защита на паметниците. По време на разкопките Алексеевската врата представлява две паралелни каменни стени (пилони), разположени по тясната част на земния вал на крепостта и на повече от 3 м една от друга. Дължината на стените достига 13,5 м, а вратите са с каменна облицовка. Съхранени са и кованите шипове, забити в солидния камък.
Валовете на крепостта са запазени в чертите на града. Те се простират на стотици метри и на някои места се пресичат от улици. Височината им варира от 4 до 15 метра, ширината в основата е от 10 до 30 метра, а по върха им – от 5 до 15 метра. Запазен е и паралелния крепостен ров, построен през 16 век. Дълбочината му е до 12 метра, дължината му е до 100 метра със склонове от 450 до 600 ‰. Непосредствено до него се намира част от вала с височина до 30 метра и отвесни склонове (до 800‰). 